# Lưu Triệu Huyền
Lưu Triệu Huyền  (tiếng Trung: 劉兆玄; bính âm: Liú Zhàoxuán; sinh ngày 10 tháng 5 năm 1943) là một chính trị gia Đài Loan, từng là Hiệu trưởng Đại học Quốc gia Thanh Hoa (tiếng Anh: National Tsing Hua University), (không phải Đại học Thanh Hoa - tiếng Anh: Tsinghua University) từ năm 1987 đến 1993, Hiệu trưởng Đại học Soochow từ 2004 đến 2008 và Thủ tướng Trung Hoa Dân Quốc từ năm 2008 đến năm 2009.

## Tiểu sử
Lưu Triệu Huyền sinh ra ở Lưu Dương, tỉnh Hồ Nam năm 1943. Ông nhận bằng Cử nhân từ Đại học quốc lập Đài Loan vào năm 1965, bằng Thạc sĩ từ Đại học Sherbrooke năm 1968, và bằng Tiến sĩ từ Đại học Toronto vào năm 1971. Ông đạt được tất cả các bằng cấp của mình trong lĩnh vực Hóa học.
Lưu bắt đầu nhận được sự chú ý của công chúng khi ông là Hiệu trưởng Đại học Quốc gia Thanh Hoa ở Tân Trúc trước năm 1993. Ông được bổ nhiệm làm Bộ trưởng Giao thông Vận tải từ năm 1993 đến năm 1996. Đến năm 1997, ông tiếp tục được bổ nhiệm chức Phó Thủ tướng và giữ chức vụ này đến năm 2000.
Năm 2004, ông trở thành Hiệu trưởng Đại học Soochow.
Ông có một người cháu là Lưu Bách Xuyên (劉柏川), người sáng lập trường Đại học Citizen, từng là nhà viết kịch bản và cố vấn chính sách của Nhà Trắng cho Tổng thống Hoa Kỳ Bill Clinton.
Tháng 4 năm 2008, Lưu Triệu Huyền được Mã Anh Cửu đề cử làm Thủ tướng Trung Hoa Dân Quốc. Ông đã chấp thuận đề nghị và nhiệm kỳ của ông bắt đầu khi Mã Anh Cửu tuyên thệ nhậm chức Tổng thống Trung Hoa Dân Quốc vào ngày 20 tháng 5 năm 2008.
Ngày 7 tháng 9 năm 2009, ông Lưu Triệu Huyền đã đệ đơn từ chức Viện trưởng Hành chính viện thừa nhận trách nhiệm trong việc chậm xử lý hậu quả của cơn bão Morakot tràn vào lãnh thổ Đài Loan hồi tháng 8 năm 2009. Người dân Đài Loan đã chỉ trích đổ lỗi cho chính phủ đã không sơ tán dân kịp thời trước bão Morakot, dẫn đến con số thương vong lớn. Phát biểu tại một cuộc họp báo ở Đài Bắc, ông Lưu cho biết cơn bão Morakot đã khiến cho hơn 600-700 người chết, hàng trăm người mất tích, thiệt hại do cơn bão ước tính khoảng 3 tỷ USD và ông chịu trách nhiệm chính trị về việc chậm khắc phục hậu quả của cơn bão này. Tại thời điểm từ chức, Lưu là quan chức cấp cao nhất và là quan chức thứ ba của chính quyền lãnh thổ Đài Loan từ chức do bão Morakot. Ngày 10 tháng 9 năm 2009, Tổng Bí thư đảng cầm quyền Quốc dân Đảng Ngô Đôn Nghĩa được chỉ định là Thủ tướng mới thay thế Lưu Triệu Huyền.